# Delfina Cuglievan
María Delfina Cuglievan Wiese (Lima, 25 de enero de 1991), destacada deportista peruana de la especialidad de esquí acuático que fue campeona suramericana en Medellín 2010. 
 También Campeona Mundial Sub-21 en Francia 2011 (3 de septiembre de 2011).
Hija de Juan Carlos Cuglievan Balarezo, campeón panamericano de esquí, y Delfina Wiese Miró-Quesada (hija del banquero Guillermo Wiese de Osma). Es hermana de la también esquiadora Natalia Cuglievan, campeona sudamericana.

## Trayectoria
La trayectoria deportiva de María Delfina Cuglievan Wiese se identifica por su participación en los siguientes eventos nacionales e internacionales:

### Juegos Suramericanos
Fue reconocido su triunfo de ser la séptima deportista con el mayor número de medallas de la selección de  Perú en los juegos de Medellín 2010.
<deportista calificada>

#### Juegos Suramericanos de Medellín 2010
Su desempeño en la novena edición de los juegos, se identificó por obtener un total de 3 medallas:

- , Medalla de oro: Water Ski Slalom Women
- , Medalla de plata: Esquí Náutico Salto Mujeres
- , Medalla de plata: Esquí Náutico Overall Women